# British Rail řada 350
BR řada 350 Desiro je označení pro sérii 87 elektrických jednotek, postavených v letech 2004-2005, 2008-2009 a 2013-2014 Simensem. V provozu jsou od června 2005.
Jednotky jsou postavené na systém 25 kV 50 Hz AC. 32 pěti-vozových souprav, označených jako řada 350/1, je schopno jezdit i na soustavu 750 V DC. Zbytek (jednosystémový) nese název 350/2.
Jednotky jsou v provozu u společností London Mindland a First TransPennine Express. Dříve byly v provozu i u Central Trains a Silverlink. Jejich hlavním místem působení je West Coast Main Line. S řadou 390 jsou hlavní osobní vozidla na této trati.